# Nedre Kvarnsjön, Ångermanland
Nedre Kvarnsjön är en sjö i Örnsköldsviks kommun i Ångermanland och ingår i Gideälvens huvudavrinningsområde. Sjön har en area på 0,0642 kvadratkilometer och ligger 332,1 meter över havet. Nedre Kvarnsjön ligger i Hemlingsån Natura 2000-område. Sjön avvattnas av vattendraget Hemlingsån.

## Delavrinningsområde
Nedre Kvarnsjön ingår i det delavrinningsområde (707510-161250) som SMHI kallar för Inloppet i Isnottjärnarna. Medelhöjden är 368 meter över havet och ytan är 1,98 kvadratkilometer. Räknas de 13 avrinningsområdena uppströms in blir den ackumulerade arean 53,66 kvadratkilometer. Hemlingsån som avvattnar avrinningsområdet har biflödesordning 2, vilket innebär att vattnet flödar genom totalt 2 vattendrag innan det når havet efter 88 kilometer. Avrinningsområdet består mestadels av skog (64 procent). Avrinningsområdet har 0,21 kvadratkilometer vattenytor vilket ger det en sjöprocent på 10,7 procent.